# Colin ceinturé
Rhynchortyx cinctus
Genre
Espèce
Statut de conservation UICN

 NT A3cd+4cd : Quasi menacé
Le Colin ceinturé (Rhynchortyx cinctus) est une espèce d'oiseaux galliformes de la famille des Odontophoridae, l'unique représentante du genre Rhynchortyx.

## Description
Cet oiseau mesure environ 18 cm de longueur.

## Répartition
Cet oiseau vit en Colombie, au Costa Rica, en Équateur, au Honduras, au Nicaragua et au Panama.

## Habitat
Son habitat naturel est les forêts sèches de plaine et humides de montagne subtropicales et tropicales (jusqu'à 800 m d'altitude).

## Liste des sous-espèces
Selon la classification de référence du Congrès ornithologique international (version 15.1, 2025) :
- Rhynchortyx cinctus pudibundus Peters, JL, 1929 — nord-est du Honduras, est et centre-nord du Nicaragua ;
- Rhynchortyx cinctus pudibundus (Salvin, 1876) — du sud du Nicaragua au Panama ;
- Rhynchortyx cinctus australis Chapman, 1915 — ouest de la Colombie et nord-ouest de l'Équateur.

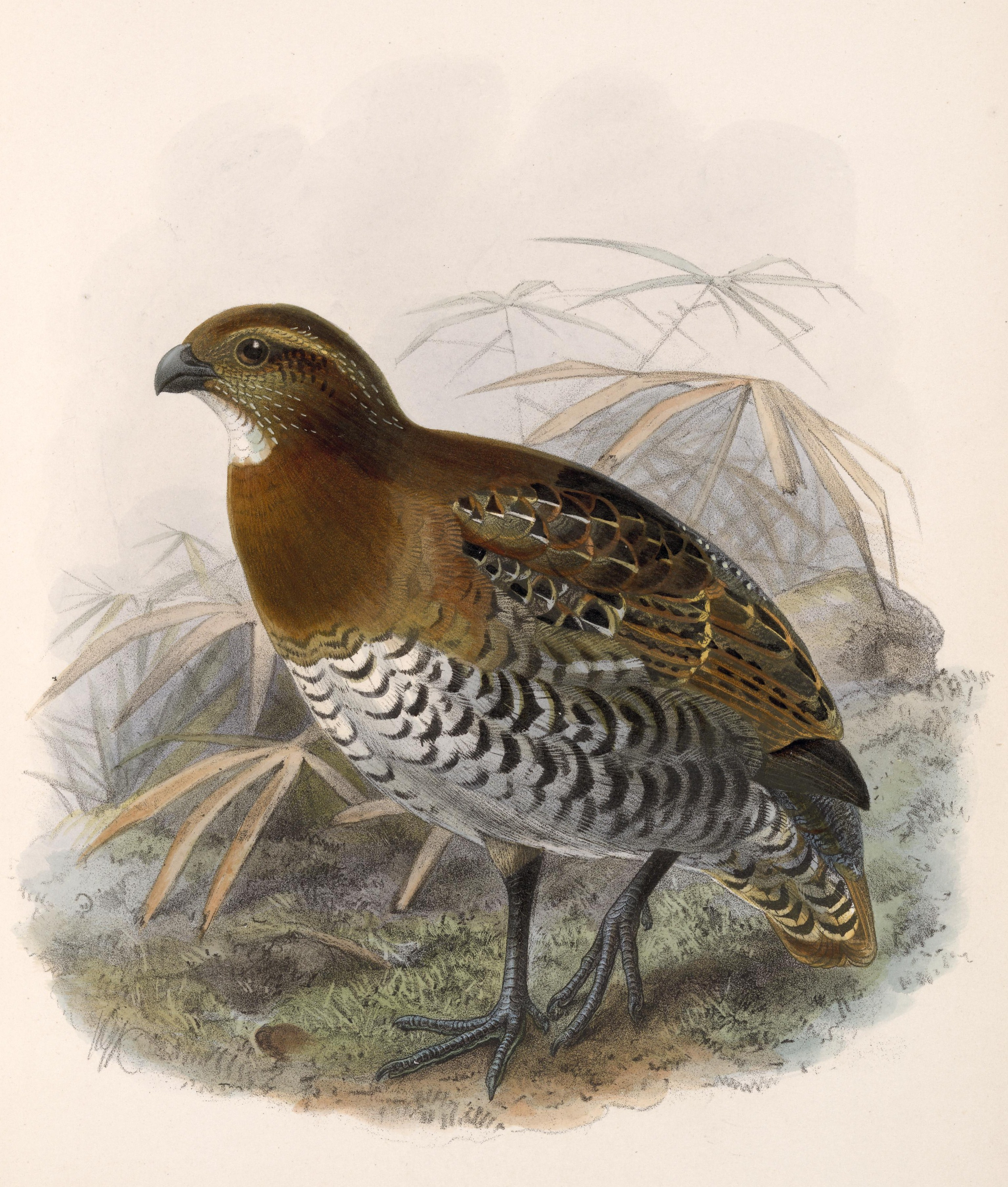
Femelle.